# J. J. Bachofen

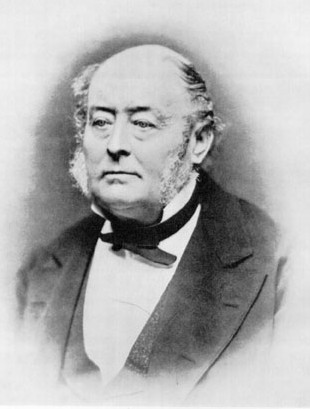
Johann Jakob Bachofen

Johann Jakob Bachofen (Basel, 1815 – 1887) foi um jurista e antropólogo suíço, professor de Direito romano na Universidade de Basileia, de 1841 a 1845.
Bachofen é mais frequentemente associado às suas teorias sobre o matriarcado na Pré-história, ou Mutterrecht, o título de seu livro publicado em 1861 Mother Right: an investigation of the religious and juridical character of matriarchy in the Ancient World. Bachofen reuniu documentos demonstrando que a maternidade é a fonte de toda as sociedades humanas, religião, moral e decoro. Ele teorizou sobre um "direito-de-mãe" dentro do contexto de uma religião matriarcal ou Urreligião.
Bachofen se tornou um importante precursor das teorias do século XX sobre matriarcado, tal como a teoria da Antiga Cultura Européia postulada por Marija Gimbutas dos anos 1950 e o campo da teologia feminista e dos "Estudos sobre Matriarcado" nos anos 1970.